# شوهر عالی
شوهر عالی (انگلیسی: The Perfect Husband) یک رمان مهیج تعلیق انگیز نوشتهٔ لیسا گاردنر است که در سال ۱۹۹۷ منتشر شد و در لیست پرفروش‌ترین کتاب‌های سال قرار گرفت.